# قفر تپه سی
قفر تپه سی مربوط به دوره اشکانیان - دوره ساسانیان است و در شهرستان اردبیل، بخش مرکز ی، دهستان بالغلو، روستای قاسم قشلاقی واقع شده و این اثر در تاریخ ۲۷ بهمن ۱۳۸۷ با شمارهٔ ثبت ۲۴۵۱۹ به‌عنوان یکی از آثار ملی ایران به ثبت رسیده است.